# SC Corinthians Alagoano
Der Sport Club Corinthians Alagoano ist ein Fußballverein aus Maceió, der Hauptstadt des nordostbrasilianischen Bundesstaates Alagoas. Das Heimstadion des Vereins, der – wie in Südamerika nicht unüblich – den Namen und die Symbolik an einen populären Erfolgsverein, hier der SC Corinthians Paulista aus São Paulo (vergleiche auch América FC), angelehnt hat, ist das als „Nelsão“ bekannte, rund 10.000 Zuseher fassende Vielzweckstadion Estádio Nélson Peixoto Feijó.
Der Verein wurde 1991 explizit mit dem Gedanken gegründet, Talente für den nationalen und internationalen Markt zu finden und zu fördern. Ab 2000 stellten sich erste zählbare Erfolge ein, und der Verein dominiert seither die Jugendwettbewerbe von Alagoas. Die U-17 Mannschaften gewannen bis 2010 neun und die U-18 Mannschaften sechs Staatsmeisterschaften.
Die Kampfmannschaft stieg 1995 als ungeschlagener Zweitligameister in die erste Spielklasse von Alagoas auf, musste aber sogleich wieder absteigen. Erneut ungeschlagen gelang aber 1997 der umgehende Wiederaufstieg. Corinthians konnte sich seither in der ersten Staatsliga etablieren. 2004 gelang es Corinthians erstmals, die von den Ortskonkurrenten Centro Sportivo und CRB dominierte Staatsmeisterschaft von Alagoas zu gewinnen. 2007 und 2009 gelang dem Verein die Vizemeisterschaft.
National trat der Verein zwischen 2000 und 2004 als fünfmaliger Teilnehmer der dritten Leistungsstufe, der Série C, in Erscheinung. In den ersten beiden Jahren konnten mit dem 7., respektive 11. Platz noch relative Achtungserfolge erzielt werden. Danach gelang es Corinthians aber nicht mehr, sich hier unter den ersten 40 zu platzieren. Im Brasilianischen Pokal drang Corinthians 2008 bis ins Viertelfinale vor, musste sich dort aber klar dem CR Vasco da Gama aus Rio de Janeiro geschlagen geben.

## Bekannte Spieler
Entsprechend den Intentionen, die der Vereinsgründung zu Grunde lagen, konnte sich eine beachtliche Zahl von Spielern auf höherer Ebene durchsetzen. Der bekannteste ist Pepe, der mit Real Madrid die Champions League gewann und mit den portugiesischen Nationalmannschaft Europameister wurde. In der deutschen Bundesliga spielte Luiz Gustavo bei TSG 1899 Hoffenheim, FC Bayern München und VfL Wolfsburg.

## Erfolge
- Staatsmeisterschaft von Alagoas: 2004